# Hans Robinsohn
Hans Robinsohn (* 2. März 1897 in Hamburg; † 28. April 1981 ebenda) war ein deutscher Widerstandskämpfer gegen den Nationalsozialismus.

## Leben

Gedenktafel an das Modehaus Gebr, Robinsohn – Hamburg Schleusenbrücke 1 Neuer Wall 25

Hans Robinsohn wurde als Sohn einer jüdischen Kaufmannsfamilie geboren, die aus Posen 1892 nach Hamburg übersiedelte und dort am Neuen Wall 25–31 ein Modehaus für Damen und Kinder eröffnete. Die Brüder Max und Leo Robinsohn feierten 1932 mit 700 Mitarbeitern das 40-jährige Betriebsjubiläum des Modehauses Gebrüder Robinsohn. Max war der ältere der beiden Gründer und Vater von Hans, der in einem liberalen jüdischen Elternhaus aufwuchs. Hans’ Mutter war die Schriftstellerin und Übersetzerin Therese Robinsohn.
Robinsohn studierte Rechtswissenschaft und Nationalökonomie in Berlin, München und Göttingen und beendete sein Studium mit der Promotion in Hamburg. Als 25-Jähriger heiratete er 1922 die Dänin Else (1898–1978) und wurde im gleichen Jahr Mitarbeiter des familieneigenen Modehauses Gebrüder Robinsohn. Drei Jahre später erhielt er 1925 Prokura, 1933 wurde er Mitinhaber. 1925 und 1927 wurde Hans Vater zweier Kinder namens Franz Peter (1925–1997) und Susanne (1927–2008). Er leitete bis zur zwangsweisen Arisierung am 30. März 1939 das familieneigene Modehaus Gebrüder Robinsohn, Hamburg, mit Filialen u. a. in Düsseldorf und Frankfurt am Main.
Er trat 1918 der liberalen Deutschen Demokratischen Partei bei, deren Jugendverband Jungdemokraten er mitgründete. In diesem lernte er Ernst Strassmann kennen, mit dem er in den 1920er Jahren für den Schutz der Republik eintrat. Robinsohn gründete mit Strassmann und dem Berliner Journalisten Oskar Stark 1934 die Robinsohn-Strassmann-Gruppe, die es sich zur Aufgabe gemacht hatte, Nachrichten zu sammeln und das Ausland auf das Vorhandensein von Widerstandsgruppen unter der deutschen Zivilbevölkerung hinzuweisen. Im Jahr 1938 emigrierte Robinsohn nach Dänemark und knüpfte von dort aus Kontakte nach England. Als 1943 die Deportation der Juden in Dänemark unmittelbar bevorstand, konnte Robinsohn mit Hilfe dänischer Widerstandskämpfer nach Schweden fliehen. Nach Kriegsende kehrte er aus Schweden zunächst nach Kopenhagen zurück und arbeitete dort als Angestellter einer Versicherung, bis er sich nach zwanzig Jahren 1958 mit 61 Jahren zur Rückkehr nach Hamburg entschloss. Das von ihm erfolgreich nach 1945 betriebene Entschädigungsverfahren löste wenigstens die materiellen Probleme. Wichtig war ihm die Aufhebung der nationalsozialistischen Urteile wegen Rassenschande. 1938 wurden nach der sogenannten Reichskristallnacht sein 75-jähriger Vater Max und sein 70-jähriger Onkel Leo, beide damals wohnhaft in Hamburg und Seniorchefs des Modehauses Gebrüder Robinsohn, verhaftet und ein Prozessverfahren wegen Rassenschande eröffnet. Leo Robinsohn wurde nach acht Monaten ohne Begründung aus der Haft entlassen. Max, sein Vater, wurde angeklagt, aber nur aus Mangel an Beweisen freigesprochen. Hans arbeitete von 1960 bis 1965 unter dem geschäftsführenden Historiker Werner Jochmann in der neugegründeten Forschungsstelle für die Geschichte des Nationalsozialismus in Hamburg. Seine wissenschaftliche Arbeit belegte die Willfährigkeit der Justiz gegenüber nationalsozialistischer Ideologie, eindrucksvoll belegt am Beispiel des Tatbestandes „Rassenschande“, den die Nürnberger Gesetze von 1935 kreierten und der als Delikt ins Strafgesetzbuch aufgenommen eine bequeme Handhabe zur Vernichtung bürgerlicher Existenzen bot. Dies besonders unter Hans Globke (1898–1973), der in der Zeit des Nationalsozialismus im Reichsinnenministerium Mitverfasser und Kommentator der Nürnberger Rassegesetze war und trotzdem später von 1953 bis 1963 unter Bundeskanzler Konrad Adenauer Chef des Bundeskanzleramts war. Hans Robinsohn gehörte auch der Humanistischen Union an, deren Vorsitzender er von 1973 bis 1975 war.